# Lista planetelor minore/164801–164900
Aceasta este Lista planetelor minore/164801–164900; pentru a naviga prin lista completă vezi Lista planetelor minore.
Pentru ale detalii vezi și Proiect:Astronomie sau Portal:Astronomie.
| Nume     | Denumire provizorie | Data descoperirii  | Locul descoperirii   | Descoperitor(i) |
| -------- | ------------------- | ------------------ | -------------------- | --------------- |
| 164801 - | 1999 JH42           | 10 mai 1999        | Socorro              | LINEAR          |
| 164802 - | 1999 JU48           | 10 mai 1999        | Socorro              | LINEAR          |
| 164803 - | 1999 JH65           | 12 mai 1999        | Socorro              | LINEAR          |
| 164804 - | 1999 JL75           | 9 mai 1999         | Bergisch Gladbach⁠(d) | W. Bickel⁠(d)    |
| 164805 - | 1999 JT109          | 13 mai 1999        | Socorro              | LINEAR          |
| 164806 - | 1999 JA110          | 13 mai 1999        | Socorro              | LINEAR          |
| 164807 - | 1999 JA114          | 13 mai 1999        | Socorro              | LINEAR          |
| 164808 - | 1999 JC116          | 13 mai 1999        | Socorro              | LINEAR          |
| 164809 - | 1999 JH121          | 13 mai 1999        | Socorro              | LINEAR          |
| 164810 - | 1999 JN124          | 10 mai 1999        | Socorro              | LINEAR          |
| 164811 - | 1999 JR135          | 7 mai 1999         | Anderson Mesa        | LONEOS          |
| 164812 - | 1999 KT17           | 17 mai 1999        | Catalina             | CSS             |
| 164813 - | 1999 LC8            | 8 iunie 1999       | Socorro              | LINEAR          |
| 164814 - | 1999 LR32           | 8 iunie 1999       | Kitt Peak            | Spacewatch      |
| 164815 - | 1999 ND62           | 13 iulie 1999      | Socorro              | LINEAR          |
| 164816 - | 1999 PR5            | 12 august 1999     | Kitt Peak            | Spacewatch      |
| 164817 - | 1999 QW             | 17 august 1999     | Kitt Peak            | Spacewatch      |
| 164818 - | 1999 RR41           | 14 septembrie 1999 | Kleť                 | Kleť            |
| 164819 - | 1999 RL86           | 7 septembrie 1999  | Socorro              | LINEAR          |
| 164820 - | 1999 RR89           | 7 septembrie 1999  | Socorro              | LINEAR          |
| 164821 - | 1999 RY112          | 9 septembrie 1999  | Socorro              | LINEAR          |
| 164822 - | 1999 RV157          | 9 septembrie 1999  | Socorro              | LINEAR          |
| 164823 - | 1999 RD171          | 9 septembrie 1999  | Socorro              | LINEAR          |
| 164824 - | 1999 RS176          | 9 septembrie 1999  | Socorro              | LINEAR          |
| 164825 - | 1999 RT203          | 8 septembrie 1999  | Socorro              | LINEAR          |
| 164826 - | 1999 RN208          | 8 septembrie 1999  | Socorro              | LINEAR          |
| 164827 - | 1999 RN236          | 8 septembrie 1999  | Catalina             | CSS             |
| 164828 - | 1999 TL40           | 5 octombrie 1999   | Catalina             | CSS             |
| 164829 - | 1999 TE45           | 3 octombrie 1999   | Kitt Peak            | Spacewatch      |
| 164830 - | 1999 TA49           | 4 octombrie 1999   | Kitt Peak            | Spacewatch      |
| 164831 - | 1999 TL52           | 5 octombrie 1999   | Kitt Peak            | Spacewatch      |
| 164832 - | 1999 TL55           | 6 octombrie 1999   | Kitt Peak            | Spacewatch      |
| 164833 - | 1999 TR62           | 7 octombrie 1999   | Kitt Peak            | Spacewatch      |
| 164834 - | 1999 TL64           | 8 octombrie 1999   | Kitt Peak            | Spacewatch      |
| 164835 - | 1999 TS67           | 8 octombrie 1999   | Kitt Peak            | Spacewatch      |
| 164836 - | 1999 TW75           | 10 octombrie 1999  | Kitt Peak            | Spacewatch      |
| 164837 - | 1999 TY81           | 12 octombrie 1999  | Kitt Peak            | Spacewatch      |
| 164838 - | 1999 TH83           | 12 octombrie 1999  | Kitt Peak            | Spacewatch      |
| 164839 - | 1999 TX86           | 15 octombrie 1999  | Kitt Peak            | Spacewatch      |
| 164840 - | 1999 TK88           | 15 octombrie 1999  | Socorro              | LINEAR          |
| 164841 - | 1999 TV112          | 4 octombrie 1999   | Socorro              | LINEAR          |
| 164842 - | 1999 TV133          | 6 octombrie 1999   | Socorro              | LINEAR          |
| 164843 - | 1999 TH138          | 6 octombrie 1999   | Socorro              | LINEAR          |
| 164844 - | 1999 TV143          | 7 octombrie 1999   | Socorro              | LINEAR          |
| 164845 - | 1999 TT149          | 7 octombrie 1999   | Socorro              | LINEAR          |
| 164846 - | 1999 TT152          | 7 octombrie 1999   | Socorro              | LINEAR          |
| 164847 - | 1999 TC153          | 7 octombrie 1999   | Socorro              | LINEAR          |
| 164848 - | 1999 TM156          | 7 octombrie 1999   | Socorro              | LINEAR          |
| 164849 - | 1999 TW163          | 9 octombrie 1999   | Socorro              | LINEAR          |
| 164850 - | 1999 TF171          | 10 octombrie 1999  | Socorro              | LINEAR          |
| 164851 - | 1999 TK171          | 10 octombrie 1999  | Socorro              | LINEAR          |
| 164852 - | 1999 TT174          | 10 octombrie 1999  | Socorro              | LINEAR          |
| 164853 - | 1999 TQ198          | 12 octombrie 1999  | Socorro              | LINEAR          |
| 164854 - | 1999 TK204          | 13 octombrie 1999  | Socorro              | LINEAR          |
| 164855 - | 1999 TO204          | 13 octombrie 1999  | Socorro              | LINEAR          |
| 164856 - | 1999 TJ210          | 14 octombrie 1999  | Socorro              | LINEAR          |
| 164857 - | 1999 TC215          | 15 octombrie 1999  | Socorro              | LINEAR          |
| 164858 - | 1999 TX215          | 15 octombrie 1999  | Socorro              | LINEAR          |
| 164859 - | 1999 TA218          | 15 octombrie 1999  | Socorro              | LINEAR          |
| 164860 - | 1999 TA241          | 4 octombrie 1999   | Catalina             | CSS             |
| 164861 - | 1999 TL260          | 10 octombrie 1999  | Socorro              | LINEAR          |
| 164862 - | 1999 TD262          | 13 octombrie 1999  | Socorro              | LINEAR          |
| 164863 - | 1999 TN269          | 3 octombrie 1999   | Socorro              | LINEAR          |
| 164864 - | 1999 TH272          | 3 octombrie 1999   | Socorro              | LINEAR          |
| 164865 - | 1999 TA273          | 3 octombrie 1999   | Socorro              | LINEAR          |
| 164866 - | 1999 TK278          | 6 octombrie 1999   | Socorro              | LINEAR          |
| 164867 - | 1999 TH287          | 10 octombrie 1999  | Socorro              | LINEAR          |
| 164868 - | 1999 TU309          | 3 octombrie 1999   | Kitt Peak            | Spacewatch      |
| 164869 - | 1999 UJ11           | 31 octombrie 1999  | Bergisch Gladbach⁠(d) | W. Bickel⁠(d)    |
| 164870 - | 1999 UD14           | 29 octombrie 1999  | Catalina             | CSS             |
| 164871 - | 1999 UE20           | 31 octombrie 1999  | Kitt Peak            | Spacewatch      |
| 164872 - | 1999 UJ31           | 31 octombrie 1999  | Kitt Peak            | Spacewatch      |
| 164873 - | 1999 UO36           | 16 octombrie 1999  | Kitt Peak            | Spacewatch      |
| 164874 - | 1999 UL37           | 16 octombrie 1999  | Kitt Peak            | Spacewatch      |
| 164875 - | 1999 UA38           | 16 octombrie 1999  | Kitt Peak            | Spacewatch      |
| 164876 - | 1999 UB49           | 31 octombrie 1999  | Catalina             | CSS             |
| 164877 - | 1999 UQ49           | 30 octombrie 1999  | Catalina             | CSS             |
| 164878 - | 1999 VA14           | 2 noiembrie 1999   | Socorro              | LINEAR          |
| 164879 - | 1999 VK18           | 2 noiembrie 1999   | Kitt Peak            | Spacewatch      |
| 164880 - | 1999 VN26           | 3 noiembrie 1999   | Socorro              | LINEAR          |
| 164881 - | 1999 VT30           | 3 noiembrie 1999   | Socorro              | LINEAR          |
| 164882 - | 1999 VB42           | 4 noiembrie 1999   | Kitt Peak            | Spacewatch      |
| 164883 - | 1999 VQ65           | 4 noiembrie 1999   | Socorro              | LINEAR          |
| 164884 - | 1999 VW76           | 5 noiembrie 1999   | Kitt Peak            | Spacewatch      |
| 164885 - | 1999 VU79           | 4 noiembrie 1999   | Socorro              | LINEAR          |
| 164886 - | 1999 VX81           | 5 noiembrie 1999   | Socorro              | LINEAR          |
| 164887 - | 1999 VT84           | 6 noiembrie 1999   | Kitt Peak            | Spacewatch      |
| 164888 - | 1999 VK86           | 5 noiembrie 1999   | Socorro              | LINEAR          |
| 164889 - | 1999 VN93           | 9 noiembrie 1999   | Socorro              | LINEAR          |
| 164890 - | 1999 VL101          | 9 noiembrie 1999   | Socorro              | LINEAR          |
| 164891 - | 1999 VD104          | 9 noiembrie 1999   | Socorro              | LINEAR          |
| 164892 - | 1999 VD106          | 9 noiembrie 1999   | Socorro              | LINEAR          |
| 164893 - | 1999 VV106          | 9 noiembrie 1999   | Socorro              | LINEAR          |
| 164894 - | 1999 VR107          | 9 noiembrie 1999   | Socorro              | LINEAR          |
| 164895 - | 1999 VZ110          | 9 noiembrie 1999   | Socorro              | LINEAR          |
| 164896 - | 1999 VE116          | 4 noiembrie 1999   | Kitt Peak            | Spacewatch      |
| 164897 - | 1999 VV134          | 10 noiembrie 1999  | Kitt Peak            | Spacewatch      |
| 164898 - | 1999 VM159          | 14 noiembrie 1999  | Socorro              | LINEAR          |
| 164899 - | 1999 VR162          | 14 noiembrie 1999  | Socorro              | LINEAR          |
| 164900 - | 1999 VE181          | 9 noiembrie 1999   | Socorro              | LINEAR          |